# 1940年東京オリンピック
1940年東京オリンピック（1940ねんとうきょうオリンピック）は、1940年（昭和15年）9月21日から10月6日まで、日本の東京府東京市（現在の東京都区部）での開催が予定されていた夏季オリンピックである。東京1940（Tokyo 1940）と呼称される。
史上初となるアジアで行われる五輪大会と紀元二千六百年記念行事として準備が進められていたものの、日中戦争（支那事変）や軍部の反対などから日本政府が開催権を返上、実現には至らなかった。

## 概要
当時、アジアにおける数少ない独立国で、かつ「五大国」の1国である日本の首都東京での開催は、1936年（昭和11年）の国際オリンピック委員会（IOC）で決定した。その後、開催の準備が進められたが、日中戦争（支那事変）の勃発や、物資や兵士を取られる軍部の反対などから、日本政府は1938年（昭和13年）7月に開催権を返上した。
1940年大会の代替地として、オリンピックの招致合戦で東京の次点であったフィンランドの首都ヘルシンキが予定されたが、第二次世界大戦の勃発によりこちらも中止となった。なお、ヘルシンキオリンピックは1952年（昭和27年）に東京に先んじて実現した。
第二次世界大戦後、日本は1960年（昭和35年）の夏季大会に東京を開催地として再び立候補したが落選した。しかし、次の1964年（昭和39年）の夏季大会に当選した。これはアジアで初のオリンピック開催となった。

## 経緯

### 意思表示
1929年（昭和4年）に、日本学生競技連盟会長の山本忠興は来日した国際陸上競技連盟（IAAF）会長・ジークフリード・エドストレーム（後のIOC会長）と会談し、日本での五輪開催は可能か否か、という話題に花を咲かせた。このエピソードが東京市当局や東京市長・永田秀次郎にも伝わり、にわかに五輪誘致の機運が高まってきた。翌1930年（昭和5年）にドイツで開催された世界学生陸上競技選手権から帰国した山本は、「オリンピック東京開催は俄然実現可能である」との調査報告書を市長あてに提出した。
1931年（昭和6年）10月28日、東京市会で「国際オリンピック競技大会開催に関する建議」が満場一致で採択された。主会場には、東京府荏原郡駒沢町（現・東京都世田谷区）の駒沢ゴルフ場の跡地に計画の競技場群、および明治神宮外苑を充てるとした。
永田は欧州駐在特命全権大使や公使、さらにはジュネーヴの国際連盟事務局次長だった杉村陽太郎に宛てて招致運動への依頼状を送り、国内においては体育関係者、東京商工会議所に協力を依頼した。またアメリカ留学経験を持つ市会議員を派遣し、ロサンゼルスで開催されるIOC総会出席者への運動を行わせた。杉村は1933年に嘉納治五郎、岸清一に次ぐ3人目のIOC委員に選任される。

### 立候補
1932年（昭和7年）に行われた当該総会の席上、日本代表はIOC会長に対し正式招待状を提出。こうして東京は、ローマ（イタリア）、バルセロナ（スペイン）、ヘルシンキ（フィンランド）、ブダペスト（ハンガリー）、アレクサンドリア（エジプト）、ブエノスアイレス（アルゼンチン）、リオデジャネイロ（ブラジル）、ダブリン（アイルランド）、トロント（カナダ）とともに、第12回国際オリンピック競技大会開催候補地として正式立候補したのであった。
1940年大会の開催地を決定する1935年にオスロ（ノルウェー）で開催されたIOC総会では、東京、ローマおよびヘルシンキの3市の争いとなった。当時は、開催都市はその5年前の総会で決定するルールであった。東京開催の障害要因としては「夏季の高温多雨」、「欧米から遠く離れていることによる旅費・時間の問題（当時欧米以外において国内オリンピック委員会を持つ独立国は、アジアでは日本と中華民国、アフガニスタン程度で、植民地ながら独自の国内オリンピック委員会を持っていたイギリス領インド・アメリカ領フィリピンを加えても10にも満たず、他にも南アメリカ諸国やオセアニアなどごく少数であった）」が挙げられた。
東京市は前者に関しては、例えばフランスのマルセイユに比べてもはるかに涼しいこと、後者に関しては参加希望国当たり100万円の補助を行うことを述べて反論したが、それを受けて他の2市も同様の旅費、宿泊費補助プランを公表するなど、招致合戦は白熱した。

### 招致成功

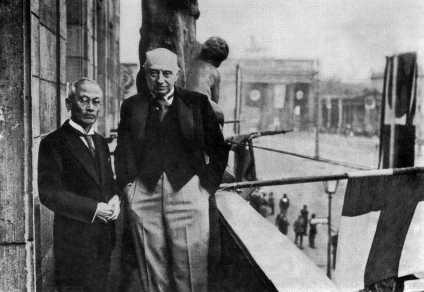
副島道正とアンリ・ド・バイエ＝ラトゥール（1936年）

1933年10月に病没した岸の後任としてIOC委員に選任された副島道正は、1934年（昭和9年）11月27日に高松宮宣仁親王（海軍大尉、昭和天皇実弟）を訪ね、「開催権はイタリアに譲った方が良い」との本心を打ち明けた。
同年12月以降、副島は駐伊日本大使となっていた杉村とともにイタリア首相・ベニート・ムッソリーニへ直接交渉を行い、ローマが候補地から辞退するという約束を取り付けた。しかしIOC創設50周年にあたる1944年度オリンピックに、IOC本部のあったスイスのローザンヌが立候補することが明らかになると、1944年の開催は困難とふんだローマ市があらためて1940年度のオリンピックに立候補を表明した。1935年に行われた総会は紛糾して会期切れとなり、開催地決定投票を翌年にベルリンで開催される総会に延期するという異例の展開となった。この「イタリーの寝返り」は、日本において友好国である反伊感情を高まらせるきっかけとなった。
オスロ総会後、東京市はさらなる招致活動費用として、85,926円を計上した。しかし同年10月にはイタリアが第二次エチオピア戦争を開始し、ムッソリーニは再び東京における開催を支持する旨を表明した。杉村はこの後エチオピアの不支持を表明しており、誘致が取引材料にされたという指摘もある。
翌1936年（昭和11年）3月19日、IOC委員長のアンリ・ド・バイエ＝ラトゥールは客船秩父丸で来日。好感触を得た。3月27日、バイエ＝ラトゥールは二・二六事件をのりきったばかりの昭和天皇に謁見。4月9日、離日した。
一方の日本側は、牛塚虎太郎（東京市市長）が競技場月島建設案に固執していたため、神宮競技場拡張案を有力としながらもどこに建設するのか決められないまま、最後の投票に臨むことになった。
6月2日に副島は昭和天皇に謁見、6月4日に横浜港を出発した。
ベルリンのホテル・アドロンで同年7月29日より行われたIOC総会における7月31日の投票の際には、日本の招致委員会を代表して柔道創設者の嘉納が「日本が遠いと言う理由で五輪が来なければ、日本が欧州の五輪に出る必要はない」と演説した。結果として東京36票、ヘルシンキ27票で、アジア初となる東京開催が決定した。
| 都市       | 国           | 1回目 |
| ---------- | ------------ | ----- |
| 東京       | 日本         | 36    |
| ヘルシンキ | フィンランド | 27    |

### 準備

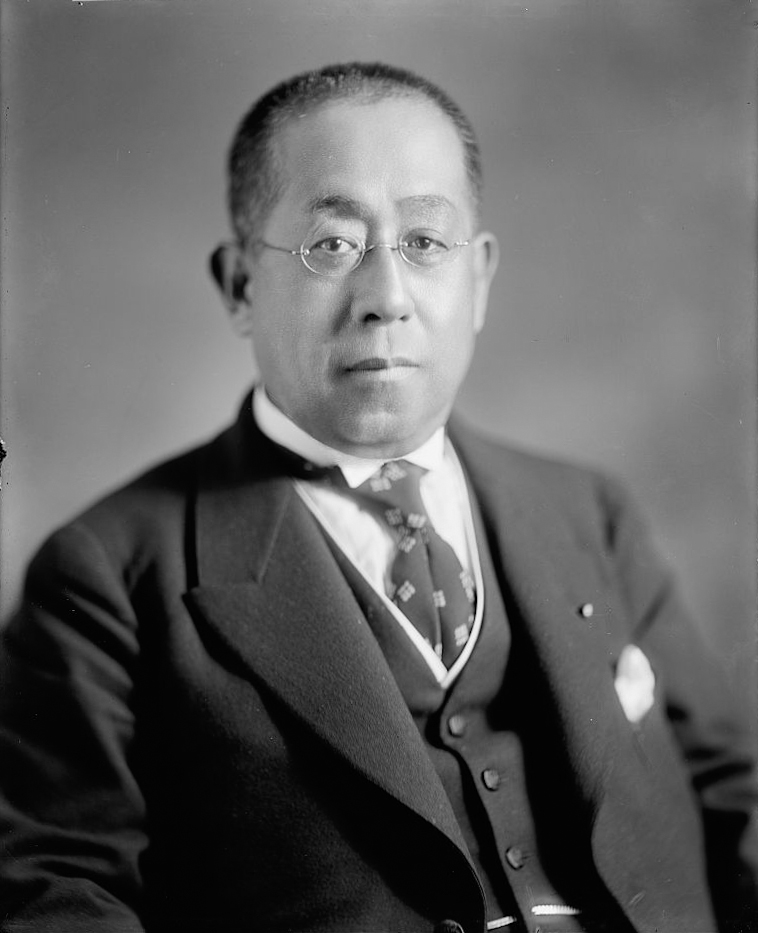
大会組織委員長の徳川家達公爵

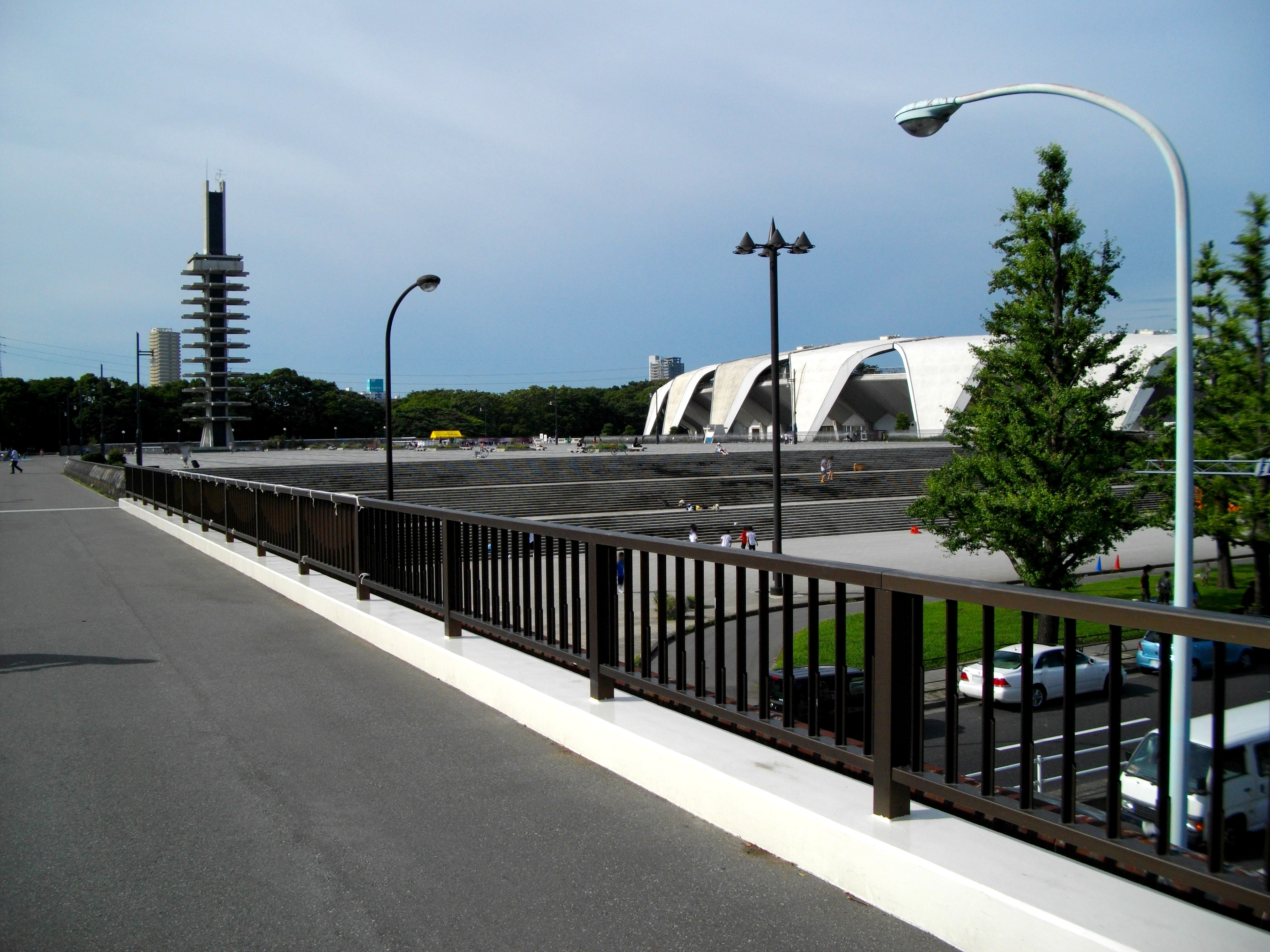
駒沢オリンピック公園

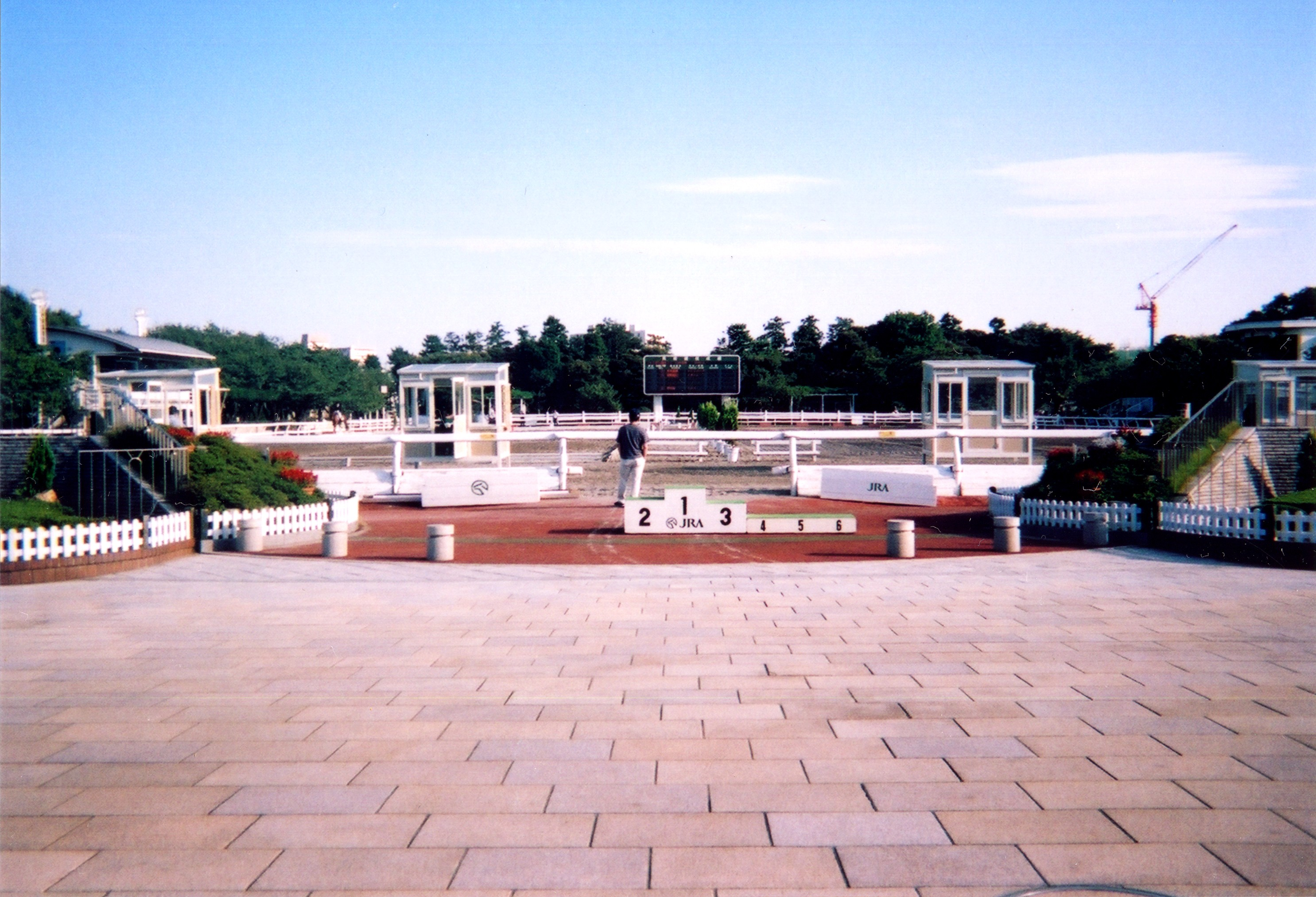
馬事公苑

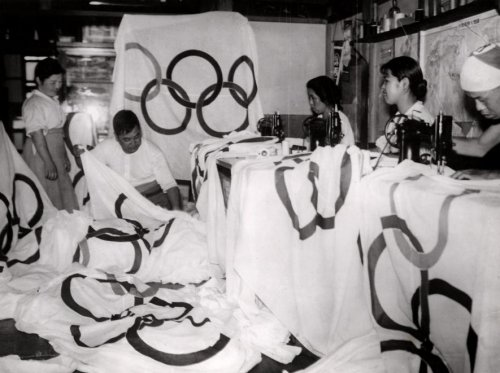
オリンピック旗を製作する業者（1936年9月）

#### 大会組織委員会成立
日本のみならずアジアで初、有色人種国家としても初の五輪招致成功をうけて、1936年12月に文部省の斡旋で東京市、大日本体育会などを中心として「第十二回オリンピック東京大会組織委員会」が成立し、元貴族院議長でIOC委員の徳川家達公爵が委員長に就任するなど本格的な準備に着手した。

#### 会場建設
主会場には、明治神宮外苑に10万人規模のスタジアムを建設することを計画（明治神宮外苑競技場の改築）したものの、明治神宮外苑を管轄する内務省神社局がこれに強硬に反対したために、利便性の高い都心への建設をあきらめざるを得なくなった。
その後、大会組織委員会を中心に主会場の代替建設地の検討が急ピッチで進められた結果、交通の便が極めて悪い郊外であるものの、周辺に畑しかなく敷地に余裕がある東京府荏原郡駒沢町の駒沢ゴルフ場の跡地（今日の駒沢オリンピック公園敷地）にメインスタジアムを建設することとなった。
また、自転車（芝浦自転車競技場）や射撃や水泳（神宮外苑水泳場）、ボート（戸田漕艇場）、馬術(馬事公苑）などの、専用施設を必要とする競技の競技場や練習場の計画及び建設も進められた。

#### 周辺準備
その後は様々な開催準備が進行し、東京や海からの窓口となる横浜を中心とした道路の建設や都市美観工事、ホテル建築、国際的土産品の新製、職員への英語教育などの周辺準備が計画、実行され、これに対して政府からは延べ55万円に及ぶ補助金が支出された。
また、ベルリンオリンピックで試験的に実現したテレビ中継の本格的実施をもくろみ、日本ラジオ協会と電気通信学会が、東京の各競技会場と大阪、名古屋を結ぶ中継を行うべく開発を進めることとなった。

#### 万博開催
さらに、紀元二千六百年記念行事の一環としての「紀元2600年記念日本万国博覧会」も同年開催が予定されたことから、勝鬨橋の建設など、会場となる晴海近辺の埋め立て地の整備が行われた。

### 冬季五輪招致成功
日本政府は、夏季オリンピックの東京招致に併せて、冬季オリンピックを札幌市に招致することを目指して招致活動を継続した結果、1940年に第5回冬季五輪として札幌オリンピックが開催されることに決定した。これもアジア初かつ有色人種国家初の冬季オリンピック開催となるはずであった。

### 実施予定競技
1937年（昭和12年）6月にワルシャワ（ポーランド）で開催されたIOC総会では、下記の競技の実施が決定した。
| - 陸上競技 - 競泳 - 飛込 - 水球 - 蹴球 - 送球 - ボート |  | - ホッケー - 拳闘 - 体操 - 篭球 - レスリング - セーリング |  | - ウエイトリフティング - 重量挙げ - 自転車 - 馬術 - フェンシング - 射撃 |  | - 近代五種競技 - 芸術競技 - 柔道（公開競技） - 野球（公開競技） - 滑空競技 |

東京五輪の開催期間は、1940年9月21日から10月6日までの日程が予定されていた。

### 満洲国参加問題
アジア主義者を中心とした各種団体から、独立したばかりの満洲国選手団の参加を求める抗議行動が続いていたが、1938年（昭和13年）3月にカイロ（エジプト）で開催されたIOC総会では、ベルリン大会組織委員会事務総長のカール・ディームが聖火リレーの実施を提議し、各国から実施の要望がなされるなど、開催へ向けて準備が進んだ上に、聖火リレーのルートに満洲国を入れることで、当時イギリスやアメリカ、ソビエト連邦などの中国大陸での利権をめぐり日本と対立していた国の反対でオリンピック委員会への加盟がかなわず、そのために参加が危ぶまれていた満洲国選手団の参加に弾みをつけた。

### 開催権返上へ

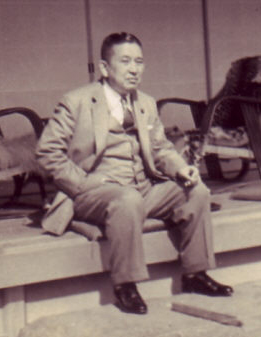
河野一郎

このように開催に向けた準備が進む一方で、1937年（昭和12年）3月20日の衆議院予算総会では河野一郎（政友会、後に日本陸上競技連盟会長）が「今日のような一触即発の国際情勢において、オリンピックを開催するのはいかがと思う」旨を発言。しかし当時これを真剣に受け取る者はいなかった。
カイロ総会前には、日独伊防共協定を巡り日本と対立していたイギリスだけでなく、大会開催権を争って敗北していたフィンランドからも、東京開催の中止と「漁夫の利」を目論んでのヘルシンキでの代替開催を求める声が上がっており、さらに日中戦争の一方の当事国である中華民国も開催都市変更を要望してきた。
1938年3月のカイロ総会席上、「中国大陸での動乱が収まらなかった時は中華民国の選手の出場はどうするのか」という外国の委員の質問に対し日本側委員は満足な回答をすることができず、外国委員を失望させた。アメリカ人のIOC委員は、東京大会のボイコットを示唆して委員を辞任する事態となった。また、ベルギー伯爵で第3代IOC会長であったアンリ・ド・バイエ＝ラトゥールの元には東京開催反対の電報が約150通寄せられており、秘密裡にヘルシンキから開催内諾を得た後、アンリは日本に対し開催辞退の話を持ちかけた。
しかし、日中戦争の長期化により鉄鋼を中心とした戦略資材の逼迫した為競技施設の建設にも支障が生じ、東京市の起債も困難となってきた。さらに陸軍大臣・杉山元が議会において五輪中止を進言し、陸軍が軍内部からの選手選出に異論を唱えるものもでた。そのうち河野が再び開催中止を求める質問を行うなど、開催に否定的な空気が国内で広まった。それまで五輪開催を盛り上げる一翼を担ってきた読売新聞や東京朝日新聞などでは、五輪関係の記事がこの年の半ばから打って変わって縮小している。
その上、1938年（昭和13年）5月に東京での開催に大きな役割を果たした嘉納治五郎がカイロからの帰途、氷川丸船上で病死するに至り、軍部からの圧力を受けた内閣総理大臣の近衛文麿公爵は、同年6月23日に行われた閣議で戦争遂行以外の各資材の使用を制限する需要計画を決定し、この中に五輪の中止が明記されていたことから、事実上五輪の開催返上が決定した。

### 返上決定

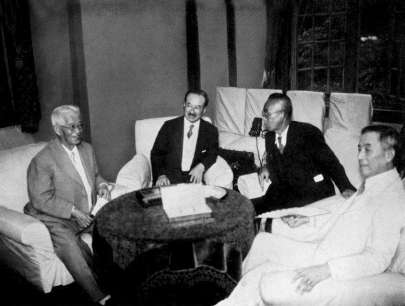
開催返上を報告するオリンピック組織委員会（1938年7月）

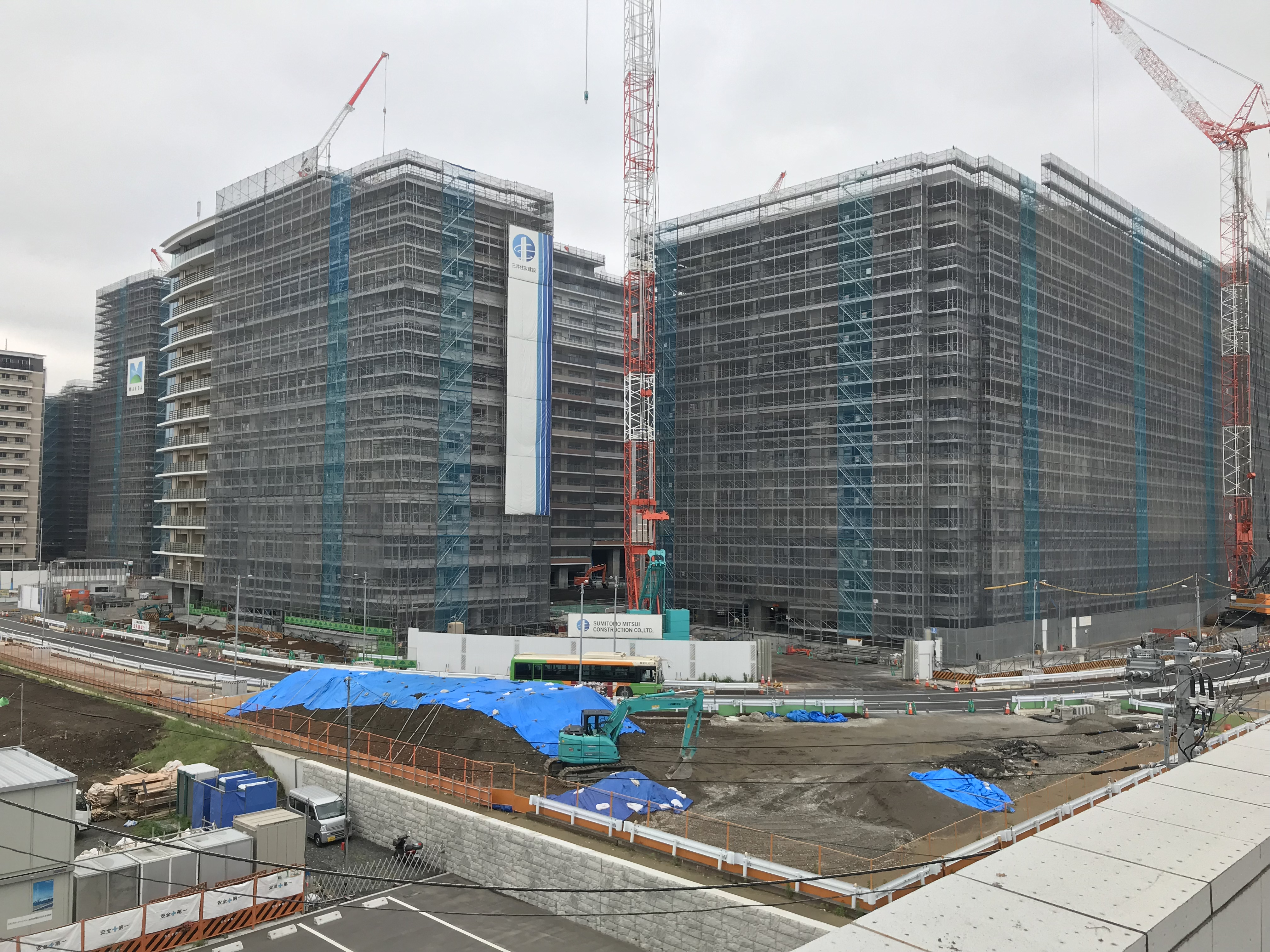
約80年後の東京オリンピック選手村

国内情勢が返上に傾いた日本政府は1938年（昭和13年）7月15日、閣議で開催権を正式に返上した。東京市が1930年から返上までの間、拠出した五輪関係費用は90万円（2017年8月現在の価値で約23億4千万円）にのぼる。
代わってヘルシンキでの開催が決定したが、1939年（昭和14年）9月にヨーロッパで第二次世界大戦が勃発したため、こちらも結局開催できなかった。なお、夏季大会は開催返上・取りやめの場合でも第1回からの通し回次番号がそのまま残るため、公式記録上では東京・ヘルシンキそれぞれ1回は「みなし開催」となったことになる。

### その後
こうして五輪の準備は一先ず中止され、組織委も大幅に縮小された。しかし、すでに工事をはじめ、竣工寸前であった東京市芝浦埋立地の自転車競技場（現存せず）と、埼玉県北足立郡戸田村（現・戸田市）のボートコース（戸田漕艇場）は1939年までに完成し、戸田漕艇場は戦後、競艇場としても使用されつつ1964年大会で競技会場として改めて活用された。
なお自転車競技場の建設にあたっては、市内主要大学の学生3407名を中心とする帝都青年労働奉仕団が建設作業を担当した。
また、駒沢に主会場をおく案はそのまま1964年大会に生かされた他、馬術の練習所に建設された馬事公苑は2021年に開催された2020年大会の馬術競技の会場となった。また、1940年の博覧会を見据えて開発された晴海は、その後の再開発を経て2020年大会の選手村が設けられた。
なお中止運動の急先鋒に立っていた河野一郎は、1964年大会開催に当たって池田内閣で建設大臣（五輪関連施設や道路の建設の指揮監督を担当）および五輪担当国務大臣を務めた。

## 付記
- 本大会開催が決定した1936年7月31日のIOC総会についての報道で、読売新聞が見出しの文字数制限からオリンピックを略そうと考えたのが「五輪」言い換えの始まりである[15]。発案者は当時運動部の記者であった川本信正。川本によると、オリンピック旗の五つの輪と宮本武蔵の『五輪書』からこの略称を思いついたという。
- 大会用のポスターは洋画家の和田三造が描いた。作品は現存せず写真のみ残っている[16]。
- 1940年の五輪を争った3都市は、第二次世界大戦後にヘルシンキ(1952)→ローマ(1960)→東京(1964)の順で開催を実現している。
- オリンピック村は大日本体育協会専務理事で大日本蹴球協会の幹部だった野津謙と、東京市役所の谷川昇、東京横浜電鉄の五島慶太、黒川渉三を中心に大日本体育協会、東京市、厚生省等が打ち合わせて、神奈川県川崎市の津田山に建設が予定されていた[17]。
- この五輪の代わりとして開催されたのが東亜競技大会である。

## 関連楽曲
- 「東京オリンピック」
  - 作詞：佐々木緑亭、作曲：阿部盛、歌：小野巡 & 浅草さくら子。ミリオンレコード、1937年6月発売